# Altay Bayındır
Altay Bayındır (* 14. dubna 1998, Osmangazi) je turecký fotbalista , který hraje jako brankář za Manchester United FC a tureckou reprezentaci.

## Klubová kariéra

### Ankaragücü
Bayındır debutoval za Ankaragücü remízou 30. listopadu 2018 proti Çaykur Rizespor (remíza 1:1).

### Fenerbahçe
8. července 2019 podepsal čtyřletou smlouvu s Fenerbahçe. 19. srpna 2019 debutoval proti Gaziantepu (výhra 5:0). V klubu byl brankářskou jedničkou před Harunem Tekinem.
30. října 2021 se v zápase s Konyasporem v 69. minutě zranil po srážce se Serdarem Gürlerem. Nemohl hrát asi 3 měsíce.
18. března 2023 prodloužil smlouvu do roku 2027.
17. dubna 2023 podstoupil operaci bederní kýly.

### Manchester United
1. září 2023 přestoupil do Manchesteru United, s klubem podepsal čtyřletou smlouvu, byl prvním tureckým hráčem v klubu. Přestupová částka byla asi 4,3 milionu liber. Debutoval 28. ledna 2024 proti Newport County v FA Cupu.
12. ledna 2025 odehrál zápas FA Cupu proti Arsenalu. V 72. minutě chytil penaltu Martinovi Ødegaardovi. Zápas skončil remízou 1:1, Manchester United postoupil po penaltovém rozstřelu. Byl oceněn jako Muž zápasu.